# Alki Oroklini
Alki Oroklini (Nieuwgrieks: Αλκή Ορόκλινη) is een Cypriotische voetbalclub uit Oroklini bij Larnaca.
De club werd in 1979 opgericht als Omonia Oroklini en speelde tot 2013 enkel op lager amateurniveau. In 2013 werd de club lid van de Cypriotische voetbalbond en begon op het vierde niveau. In 2014 veranderde voorzitter Andreas Loppas de naam in Alki Oroklini naar zijn favoriete club Alki Larnaca die net daarvoor failliet gegaan was. Ook de clubkleuren en het embleem werden overgenomen. In 2015 werd de club kampioen en promoveerde naar de C Kategoria. Daar werd Alki Oroklini direct tweede en promoveerde naar de B Kategoria. In het seizoen 2016/17 behaalde de club het kampioenschap en promoveerde naar de A Divizion.
Alki Oroklini speelde tot 2015 in het gemeentelijk stadion in Oroklini. Sindsdien wordt het Ammochostos stadion in Larnaca gebruikt.

## Bekende (oud-)spelers
- Urko Pardo
- Willy Semedo

Achyronas · 
Agia Napa ·
ASIL Lysi ·
Akritas Chlorakas ·
Digenis Morfou ·
Digenis Ypsonas · 
ENAD Polis Chrysochous ·
Enosis Neon Paralimni ·
Ermis Aradippou ·
MEAP Nisou ·
Olympiakos Nicosia ·
Omonia 29is Maiou ·
Omonia Aradippou · 
PAEEK · 
Peyia 2014 FC ·
PO Xylotympou 2006 ·